# Courcelles, Belgien

Courcelles läge inom provinsen Hainaut

Courcelles är en ort och kommun i provinsen Hainaut i regionen Vallonien i Belgien. Courcelles hade 30 034 invånare per 1 januari 2008.[källa behövs]